# Борен (Чеч)
Вижте пояснителната страница за други значения на Борен.
Борен или още Бурен, Борян (изписване до 1945 година: Борѣнъ, селото е известно и с турската форма на името си Бураджик (на гръцки: Βραχοχώρι, Врахохори, катаревуса Βραχοχώριον, Врахохорион, до 1927 година Μπουραντζίκ, Бурандзик), е обезлюдено село в Република Гърция, разположено на територията на дем Неврокоп (Неврокопи) в област Източна Македония и Тракия.

## География
Село Борен се намира в югозападните склонове на Родопите в историко-географската област Чеч близо до границата с България. На юг от него е разположено село Манастир, на изток село Почен, а на север село Бръщен, на което на практика е махала. Борен е разположено на стръмен и скалист склон от дясната страна на Тисовската река. На запад от селото тече река Доспат. На изток от селото се намират Почанските скали. Край Борен има стар мост. До селото няма прокаран път, а в околията му днес има само кошари.

## История

### Етимология
Според Йордан Заимов и Йордан Н. Иванов името е жителско име от начално *Боряне, от местното име *Бор. Сравними са Бор извор при Трудовец, Ботевградско, Бори дол при Лъки, Неврокопско.

### В Османската империя
В съкратен регистър на тимари, зиамети и хасове в ливата Паша от 1519 година село Борен (Боран), спадащо към Испанеполе е вписано както следва - мюсюлмани: 2 домакинства, неженени - 1; немюсюлмани: 23 домакинства, неженени - 3, вдовици - 3. В подробен регистър на тимари, зиамети, хасове, чифлици, мюлкове и вакъфи в казите и нахиите по териториите на санджака Паша от 1524-1537 година от село Бпрен (Боран) са регистрирани мюсюлмани: 5; немюсюлмани: [нечетлив текст]. В съкратен регистър на санджаците Паша, Кюстендил, Вълчитрън, Призрен, Аладжа хисар, Херск, Изворник и Босна от 1530 година са регистрирани броят на мюсюлманите и немюсюлманите в населените места. Регистрирано е и село Борен (Боран) с мюсюлмани: 9 домакинства; немюсюлмани: 22 домакинства, неженени - 2, вдовици - 1. В подробен регистър на санджака Паша от 1569-70 година е отразено данъкоплатното население на Борен както следва: мюсюлмани - 9 семейства и 6 неженени; немюсюлмани - 9 неженени и 6 вдовици. В подробен регистър за събирането на данъка авариз от казата Неврокоп за 1723 година от село Борен (Боране) са зачислени 21 мюсюлмански домакинства.
В XIX век Борен е мюсюлманско село в Неврокопска каза на Османската империя. В „Етнография на вилаетите Адрианопол, Монастир и Салоника“, издадена в Константинопол в 1878 година и отразяваща статистиката на населението от 1873 година, Борен (Boren) е посочено като село с 24 домакинства и 80 жители помаци. Според Стефан Веркович към края на XIX век Борен има помашко мъжко население 95 души, което живее в 24 къщи.
Съгласно статистиката на Васил Кънчов („Македония. Етнография и статистика“) към 1900 година в Бугленъ, Боренъ живеят 157 българи мохамедани.

### В Гърция
През Балканската война в селото влизат български части. По данни на Българската православна църква, към края на 1912 и началото на 1913 година в Борен (Буренъ) живеят 52 семейства или общо 286 души. След Междусъюзническата война в 1913 година селото остава в Гърция. Според гръцката статистика, през 1913 година в Борен (Μπουρεντζίκ, Буренджик) живеят 373 души. От преброяването през 1920 година става ясно, че към тази дата в Борен са живели 146 души.
По силата на Лозанския мирен договор през 1923 година жителите на селото са изгонени в Турция, където са настанени в градчето Малък Самоков (Демиркьой). Една част от жителите на селото се изселват в селата от българската част на Чеча. Гръцки бежанци от Турция не са заселени в селото. На 1 април 1927 година името на селото е сменено от Бурадзик (Μπουραντζίκ) на Врахохори (Βραχοχώρι) което в превод означава „скално село“.
| Година    | 1913 | 1920 | 1928 | 1940 | 1951 | 1961 | 1971 | 1981 | 1991 | 2001 | 2011 | 2021 |
| --------- | ---- | ---- | ---- | ---- | ---- | ---- | ---- | ---- | ---- | ---- | ---- | ---- |
| Население | 373  | 146  |      |      |      |      |      |      |      |      |      |      |